# Diócesis de Biella
La diócesis de Biella (en latín: Dioecesis Bugellensis y en italiano: Diocesi di Biella) es una circunscripción eclesiástica de la Iglesia católica en Italia. Se trata de una diócesis latina, sufragánea de la arquidiócesis de Vercelli. Desde el 27 de julio de 2018 su obispo es Roberto Farinella.

## Territorio y organización

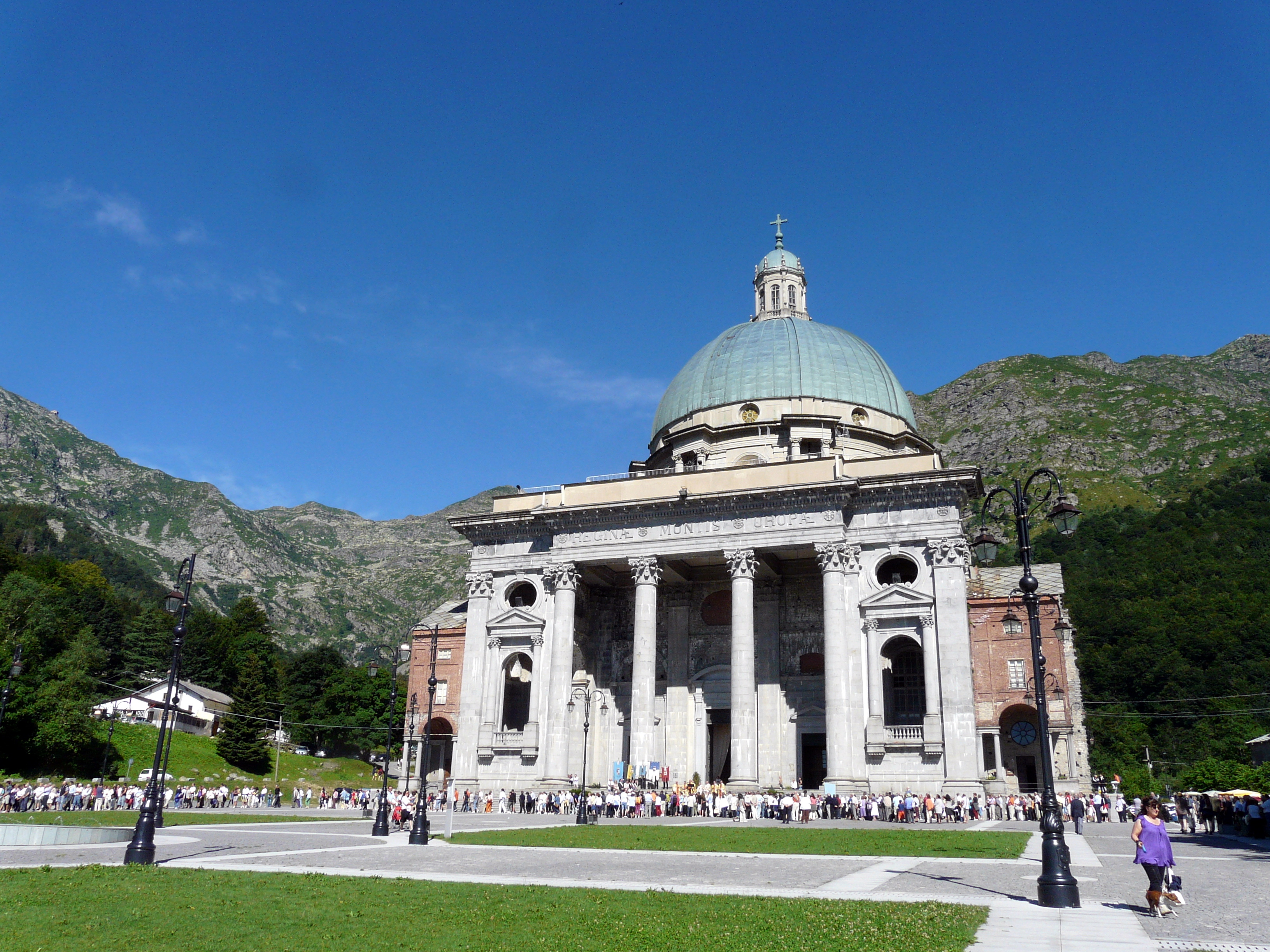
Santuario de la Virgen Negra, en Oropa

La diócesis tiene 804 km² y extiende su jurisdicción sobre los fieles católicos de rito latino residentes en parte de la región de Piamonte, comprendiendo:
- en la provincia de Biella las comunas de: Biella, Andorno Micca, Benna, Bioglio,  Borriana, Callabiana, Camandona, Camburzano, Campiglia Cervo, Candelo, Casapinta, Cavaglià, Cerreto Castello, Cerrione, Coggiola, Cossato, Crosa, Donato, Dorzano, Gaglianico, Gifflenga, Graglia, Lessona, Magnano, Massazza, Mezzana Mortigliengo, Miagliano, Mongrando, Mosso, Mottalciata, Muzzano, Netro, Occhieppo Inferiore, Occhieppo Superiore, Pettinengo, Piatto, Piedicavallo, Pollone, Ponderano, Portula, Pralungo, Pray (en parte), Quaregna, Ronco Biellese, Roppolo, Rosazza, Sagliano Micca, Salussola, San Paolo Cervo, Sala Biellese, Sandigliano, Selve Marcone, Soprana, Sordevolo, Strona, Ternengo, Tollegno,  Torrazzo, Trivero, Valdengo, Vallanzengo, Valle Mosso,  Valle San Nicolao, Veglio, Verrone, Vigliano Biellese, Villanova Biellese, Viverone, Zimone y Zubiena;
- en la provincia de Vercelli la comuna de Carisio.

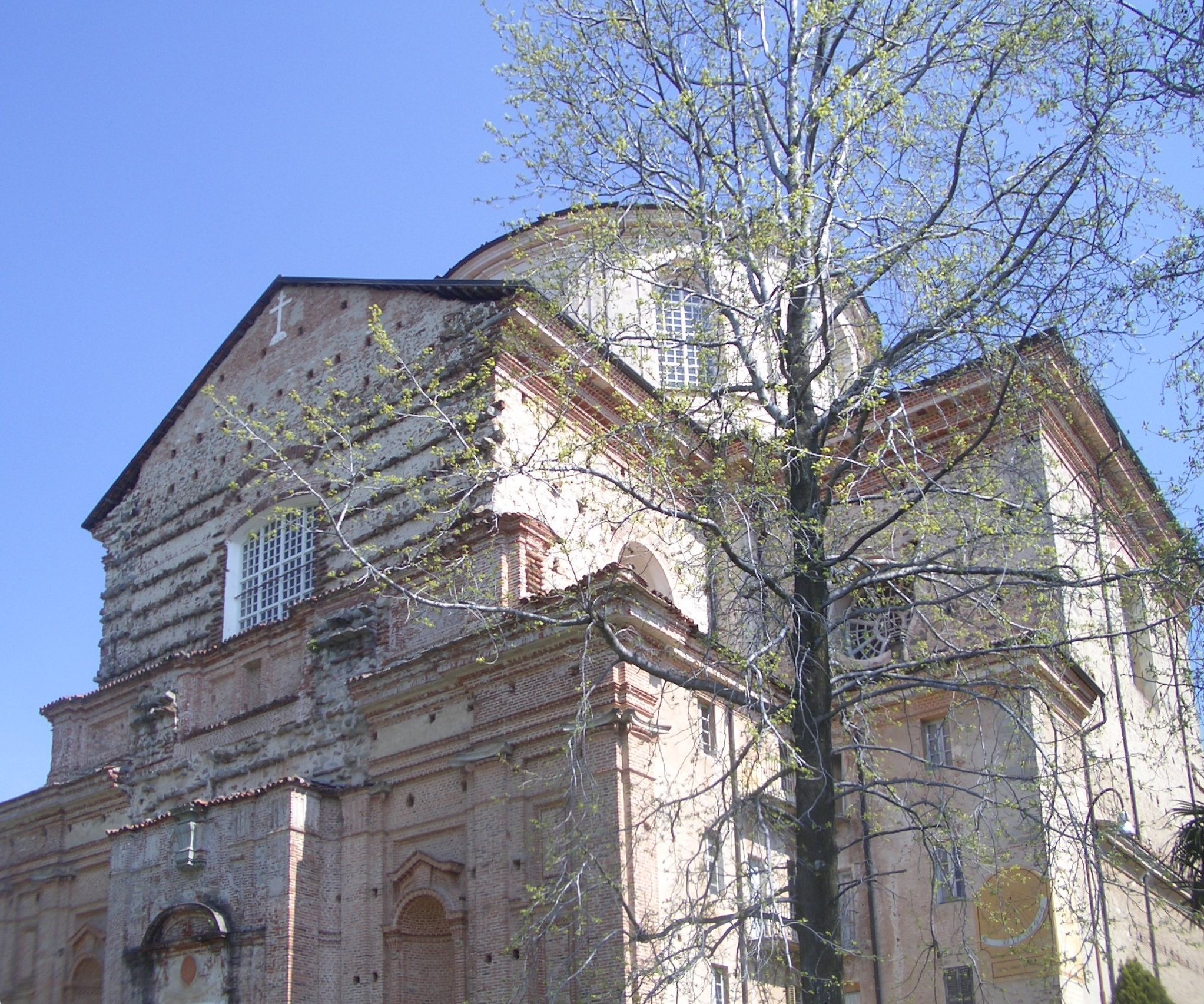
Santuario de la Virgen de Loreto, en Graglia

La diócesis limita al norte con la diócesis de Novara y la arquidiócesis de Vercelli, al este y al sur con esta última, y al oeste con las diócesis de Ivrea y Aosta.

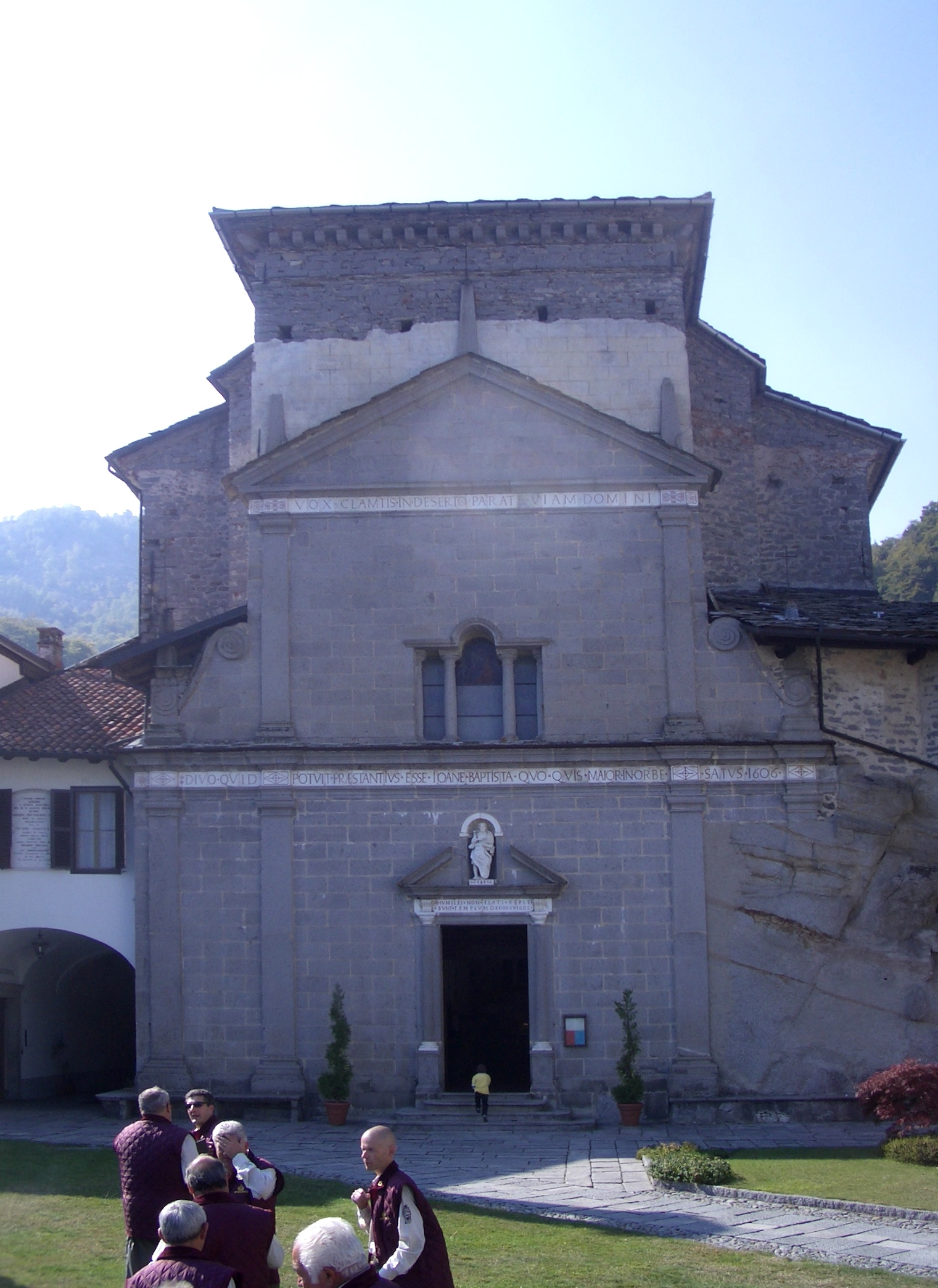
Santuario de San Juan Bautista de Andorno, en Campiglia Cervo

La sede de la diócesis se encuentra en la ciudad de Biella, en donde se halla la Catedral de San Esteban. En el territorio diocesano se encuentra también el santuario de la Virgen Negra en la fracción de Oropa, basílica menor y destino de frecuentes peregrinaciones; el santuario de la Virgen de Loreto, en Graglia; y el santuario de San Juan Bautista de Andorno, en Campiglia Cervo.
En 2022 en la diócesis existían 114 parroquias agrupadas en 8 vicariatos: Città, Cossatese, Pianura, Rovella, Triverese e Valle Sessera, Valle Cervo, Valle Elvo e Serra y Vallestrona.

## Historia
El territorio de la diócesis de Biella fue evangelizado por san Eusebio en el siglo IV y siempre estuvo sometido a los obispos de Vercelli. Sin embargo, Biella fue sede del importante capítulo de san Esteban, del que hay noticias a partir del siglo XXII.
Habiendo establecido la provincia civil de Biella dentro del Reino de Cerdeña, Carlos Manuel III de Cerdeña promovió la erección de una nueva diócesis en la Santa Sede.
La diócesis fue erigida por el papa Clemente XIV mediante el breve Praecipua demandati del 1 de junio de 1772, obteniendo el territorio de la diócesis de Vercelli. La solemne inauguración de la diócesis fue realizada los días 4 y 5 de julio del mismo año por el obispo de Ivrea Giuseppe Ottavio Pochettini. Originalmente fue sufragánea de la arquidiócesis de Turín.
El primer obispo de la nueva diócesis fue Giulio Cesare Viancini, trasladado desde la sede de Sassari. Transformó el "seminario de la colegiata" de Santo Stefano, fundado en 1524 como colegio de los Innocenti o de los Chiantri, en seminario diocesano y compró el Palazzo dei Sapellani, adyacente a la catedral, como residencia episcopal.
Con motivo de la reorganización de las diócesis piamontesas deseada por Napoleón Bonaparte, la sede de Biella fue suprimida por el papa Pío VII el 1 de junio de 1803 mediante el breve Gravissimis causis e incorporada de nuevo a Vercelli. Fue restablecida por el papa Pío VII mediante la bula Beati Petri del 17 de julio de 1817 y en esa ocasión la diócesis de Biella pasó a formar parte de la nueva provincia eclesiástica de la arquidiócesis de Vercelli y adquirió su actual fisonomía territorial.
Tras la restauración de la diócesis, fue nombrado obispo Bernardino Bollati, quien celebró el primer sínodo diocesano en 1825. Entre los religiosos, también suprimidos durante el período napoleónico, sólo regresaron los sacerdotes del oratorio y los franciscanos menores. Sin embargo, las congregaciones religiosas femeninas eran más numerosas. Durante el siglo XIX, entre otras, se instalaron en la diócesis las Hijas de María Auxiliadora, las rosminianas y las monjas cottolengo.
Aunque el antiguo rito eusebio, propio de la arquidiócesis de Vercelli, había sido suprimido en 1575, en la Catedral de Biella se conservó hasta los años 1980 la costumbre de anunciar la fecha de Pascua en la Epifanía cantando Plebs sancta Deo deserviens, contenida en un libro del evangelio del siglo XVI, que había evolucionado del rito patriarcal al rito eusebio, en lugar de la Noveritis del Pontifical Romano.

## Estadísticas
Según el Anuario Pontificio 2023 la diócesis tenía a fines de 2022 un total de 158 682 fieles bautizados.
| Año                                                                             | Población            | Población | Población      | Sacerdotes | Sacerdotes    | Sacerdotes    | Bautizados por sacerdote | Diáconos permanentes | Religiosos | Religiosos | Parroquias |
| Año                                                                             | Bautizados católicos | Total     | % de católicos | Total      | Clero secular | Clero regular | Bautizados por sacerdote | Diáconos permanentes | Varones    | Mujeres    | Parroquias |
| ------------------------------------------------------------------------------- | -------------------- | --------- | -------------- | ---------- | ------------- | ------------- | ------------------------ | -------------------- | ---------- | ---------- | ---------- |
| 1950                                                                            | 148 327              | 149 361   | 99.3           | 272        | 224           | 48            | 545                      |                      | 118        | 686        | 123        |
| 1959                                                                            | 197 703              | 198 649   | 99.5           | 227        | 199           | 28            | 870                      |                      | 96         | 490        | 124        |
| 1970                                                                            | 201 850              | 202 115   | 99.9           | 217        | 198           | 19            | 930                      |                      | 24         | 452        | 126        |
| 1978                                                                            | 200 250              | 200 700   | 99.8           | 203        | 180           | 23            | 986                      |                      | 46         | 384        | 126        |
| 1990                                                                            | 202 000              | 203 000   | 99.5           | 180        | 150           | 30            | 1122                     | 11                   | 48         | 400        | 114        |
| 1999                                                                            | 180 000              | 180 356   | 99.8           | 171        | 140           | 31            | 1052                     | 25                   | 52         | 352        | 114        |
| 2000                                                                            | 180 000              | 180 356   | 99.8           | 172        | 141           | 31            | 1046                     | 28                   | 54         | 352        | 114        |
| 2001                                                                            | 180 000              | 180 356   | 99.8           | 166        | 135           | 31            | 1084                     | 27                   | 54         | 352        | 114        |
| 2002                                                                            | 175 000              | 180 000   | 97.2           | 165        | 134           | 31            | 1060                     | 27                   | 54         | 352        | 114        |
| 2003                                                                            | 171 000              | 175 000   | 97.7           | 166        | 135           | 31            | 1030                     | 26                   | 52         | 293        | 114        |
| 2004                                                                            | 171 000              | 175 000   | 97.7           | 161        | 130           | 31            | 1062                     | 26                   | 52         | 286        | 114        |
| 2006                                                                            | 172 700              | 179 800   | 96.1           | 160        | 126           | 34            | 1079                     | 25                   | 59         | 235        | 114        |
| 2012                                                                            | 164 000              | 176 500   | 92.9           | 166        | 125           | 41            | 987                      | 28                   | 60         | 192        | 114        |
| 2015                                                                            | 164 500              | 176 600   | 93.1           | 146        | 109           | 37            | 1126                     | 26                   | 85         | 219        | 114        |
| 2018                                                                            | 160 000              | 169 000   | 94.7           | 136        | 110           | 26            | 1176                     | 24                   | 73         | 196        | 114        |
| 2020                                                                            | 159 400              | 168 380   | 94.7           | 130        | 105           | 25            | 1226                     | 26                   | 67         | 187        | 114        |
| 2022                                                                            | 158 682              | 167 664   | 94.6           | 126        | 99            | 27            | 1259                     | 29                   | 61         | 119        | 114        |
| Fuente: Catholic-Hierarchy, que a su vez toma los datos del Anuario Pontificio. |                      |           |                |            |               |               |                          |                      |            |            |            |

### Vida consagrada
En el territorio diocesano desempeñan su labor carismática unos religiosos y religiosas. Entre los institutos de vida consagrada presentes en ella destacan: la Congregación del Oratorio de San Felipe Neri, la Orden de los Hermanos Menores Capuchinos, la Comunidad Misionera de San Juan Bautista, los Salesianos de Don Bosco, las Hermanas de María Consoladora, entre otras.

## Episcopologio

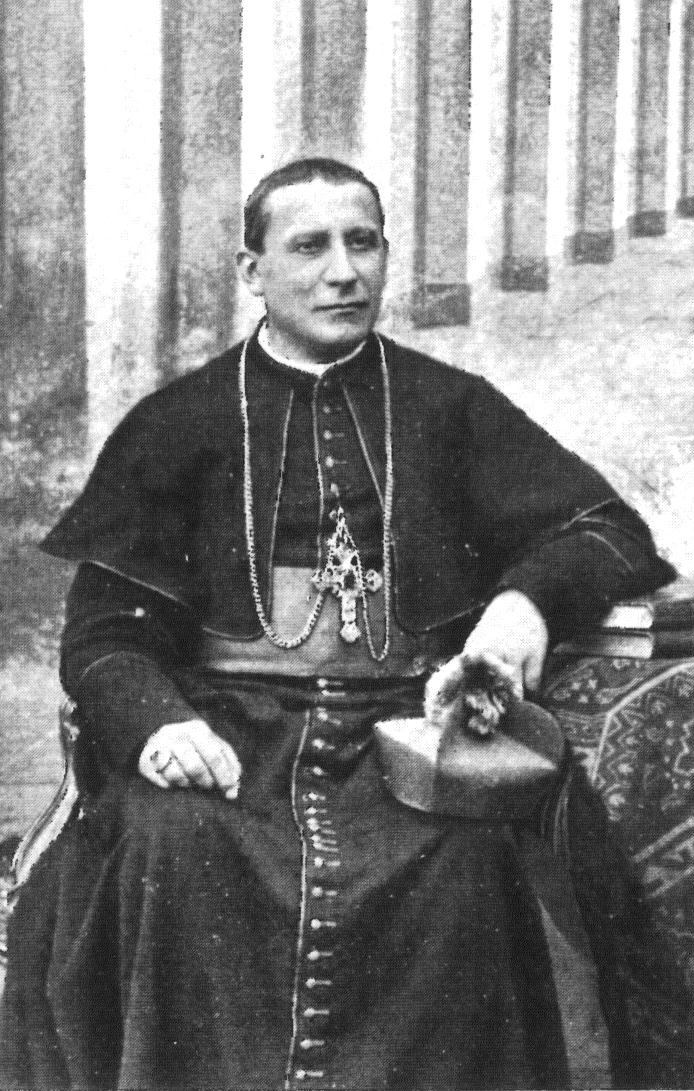
Cardenal Giuseppe Gamba, gobernó la sede de Biella de 1901 a 1906

- Giulio Cesare Viancini † (7 de septiembre de 1772-22 de octubre de 1796 falleció)
- Giovanni Battista Canaveri, C.O. † (24 de julio de 1797-1 de junio de 1803 renunció)
  - Sede suprimida (1803-1817)
- Bernardino Bollati, O.F.M.Obs. † (21 de diciembre de 1818-11 de junio de 1828 falleció)
- Placido Maria Tadini, O.C.D. † (28 de septiembre de 1829-2 de julio de 1832 nombrado arzobispo de Génova)
- Giovanni Pietro Losana † (30 de septiembre de 1833-14 de febrero de 1873 falleció)
- Basilio Leto † (25 de julio de 1873-19 de diciembre de 1885 renunció[nota 2])
- Domenico Cumino † (15 de enero de 1886-29 de junio de 1901 falleció)
- Giuseppe Gamba † (16 de diciembre de 1901-13 de agosto de 1906 nombrado obispo de Novara)
- Giovanni Andrea Masera † (19 de agosto de 1906-2 de diciembre de 1912 renunció[nota 3])
- Natale Serafino † (2 de diciembre de 1912-22 de marzo de 1917 nombrado obispo de Chiavari)
- Giovanni Garigliano † (22 de marzo de 1917-10 de octubre de 1936 falleció)
- Carlo Rossi † (7 de diciembre de 1936-15 de febrero de 1972 retirado)
- Vittorio Piola † (15 de febrero de 1972-15 de mayo de 1986 renunció)
- Massimo Giustetti † (3 de diciembre de 1986-13 de julio de 2001 retirado)
- Gabriele Mana (13 de julio de 2001-27 de julio de 2018 retirado)
- Roberto Farinella, desde el 27 de julio de 2018